# Sphenoraia nebulosa
Sphenoraia nebulosa (лат.) — вид жуков-листоедов рода Sphenoraia из подсемейства Козявки (Hylaspini, Galerucinae).

## Распространение
Встречается в Юго-Восточной Азии (Вьетнам, Лаос, Камбоджа, Таиланд, Мьянма, Индия: Сикким) и в Китае (Guangdong, Hainan, Guangxi, Yunnan).

## Описание
Мелкие жуки-листоеды. Самец: длина 6,2—6,8 мм, ширина 4,6—5,2 мм. Самка: длина 6,2—6,6 мм, ширина 4,5—5,0 мм. Голова, переднеспинка, надкрылья и ноги жёлтые, усики и вентральная поверхность тела желтовато-коричневые, щитик коричневый; переднеспинка с чёрным пятном на каждой стороне; каждое надкрылье с семью чёрными пятнами, базальная, средняя и субапикальная области с одной парой пятен, апикальная область с одним пятном; некоторые экземпляры имеют редуцированные или тёмно-серые пятна на надкрыльях, у некоторых чёрные пятна соединены между собой.
Самец. Вертекс мелко и редко покрыт точками; лобные бугорки отчётливо приподняты, отделены друг от друга глубокой бороздой; усики короткие, крепкие, доходят до середины надкрылий; антенномеры 1—3 тонкие, блестящие; антенномеры 4—11 широкие и плоские, с короткими волосками..
Самка. Антенны жёлтые, антенномеры 6—11 коричневые; антенномеры 1—5 тонкие, антенномеры 6—11 широкие и плоские, каждый приблизительно в 1,5 × длиннее своей ширины; антенномер 2 самый короткий, антенномер 3 немного длиннее 2 (в 1,2 × длиннее второго); антенномер 4 самый длинный, немного длиннее антенномеров 2 и 3 вместе взятых; вершинный стернит уплощённый.
Таксон был впервые описан в 1808 году.